# 12950 Michielrodenhuis
12950 Michielrodenhuis eller 4321 T-1 är en asteroid i huvudbältet som upptäcktes den 26 mars 1971 av den nederländsk-amerikanske astronomen Tom Gehrels och det nederländska astronomparet Ingrid van Houten-Groeneveld och Cornelis Johannes van Houten vid Palomarobservatoriet. Den är uppkallad efter Michiel Rodenhuis.
Asteroiden har en diameter på ungefär 7 kilometer.